# 윤석경
윤석경(1951년 8월 28일 ~, 경기도 용인시)은 SK 건설 부회장이자, 한국 IT서비스산업협회 회장인 대한민국의 기업인이다.

## 학력
- 용산고등학교
- 서울대학교 무역학과 경제학 학사

## 경력
- SK글로벌 일반상품본부장 상무
- SK글로벌 국내마케팅부문장
- SK글로벌사업총괄 상무
- SK C&C 대표이사부사장
- 한국IT서비스산업협회 회장
- SK C&C 대표이사 사장
- SK 건설 부회장

## 참고 자료
- 윤석경 네이버 인물검색